# Iñaki Isasi

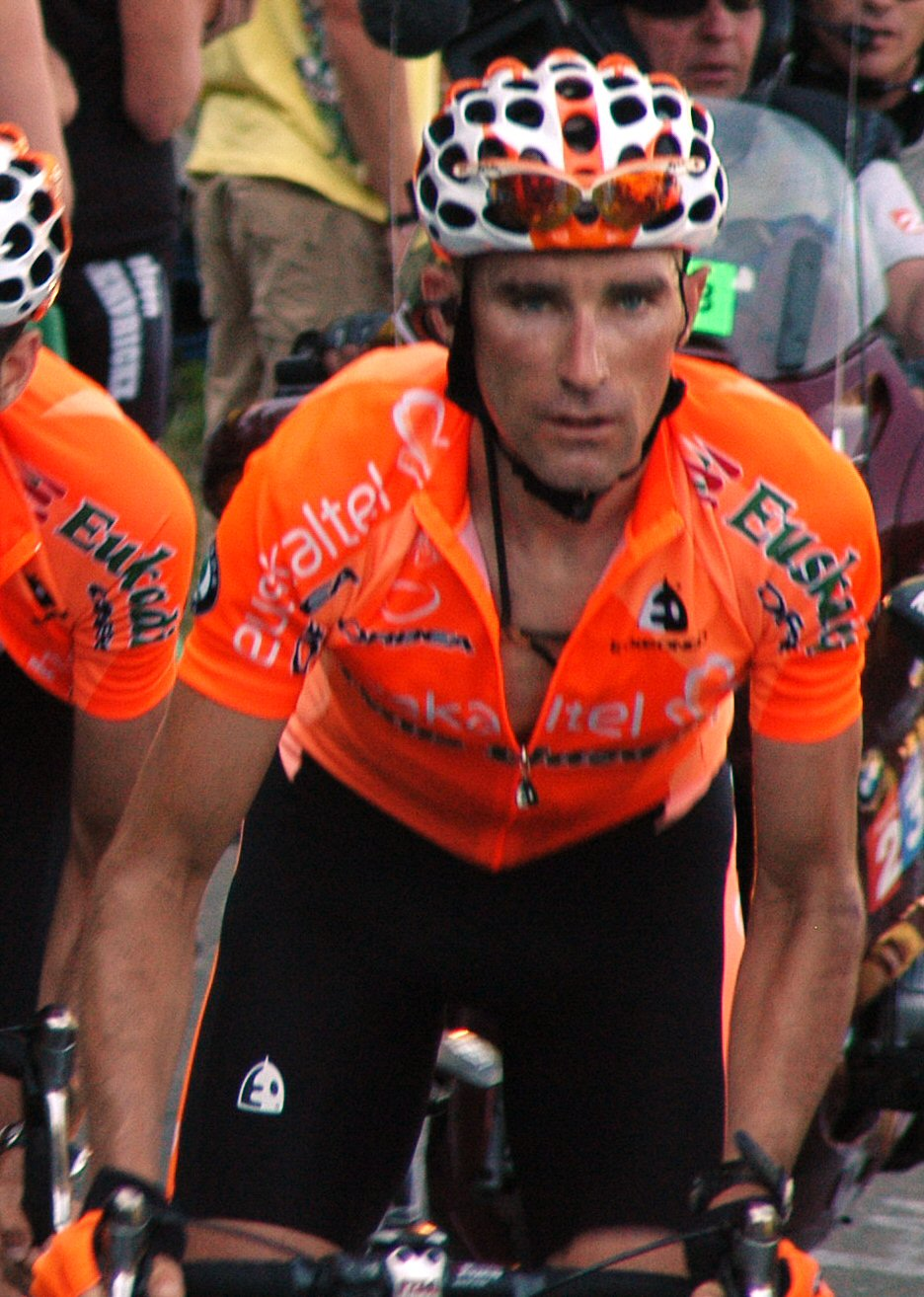
Isasi am Anstieg zum Col de la Colombière bei der siebten Etappe der Tour de France 2007

Iñaki Isasi Flores (* 20. April 1977 in Respaldiza) ist ein ehemaliger spanischer Radrennfahrer.

## Sportliche Laufbahn
Iñaki Isasi begann seine Profikarriere 2003 bei der baskischen Radsportmannschaft Euskaltel Euskadi, die an der UCI ProTour teilnahm.  2005 startete der Baske zum ersten Mal bei Tour de France und beendete sie auf dem 122. Gesamtrang. Bei der Ruta del Sol 2006 wurde er Vierter in der Gesamtwertung.
Ende der Saison 2011 beendete er seine Karriere als aktiver Berufsradfahrer.

## Team
- 2003–2011: Euskaltel Euskadi